# Isabelle Eberhardt
Isabelle Eberhardt, född 17 februari 1877 i Genève, Schweiz, död 21 oktober 1904 i Aïn Sefra, Algeriet, var en schweizisk upptäcktsresande och författare.

## Biografi
Eberhardt besökte Nordafrika första gången 1897, i sällskap med sin mor Nathalie de Moërder. Under vistelsen där konverterade både mor och dotter till islam. Hennes mor avled plötsligt och Isabelle återvände till Schweiz. 
Efter faderns död 1899 reste hon tillbaka till Algeriet och blev nomad i en nordafrikansk ökentrakt, där hon ibland brukade klä sig som man och kallade sig Si Mahmoud Essadi. Hon var å ena sidan initierad i sufiorden Qadiriyya och hyste å andra sidan sympatier med wahhabismen, en fundamentalistisk riktning av islam.
Hon skrev reseskildringar och även artiklar i franska tidningar. Flera av hennes böcker finns översatta till svenska, bl.a. Södra Oran och Berättelser från Maghreb. Hon arbetade som krigsreporter i området södra Oran i Algeriet 1903.
I oktober 1901 gifte hon sig med en algerisk officer, Slimène Ehnni.
Eberhardt omkom vid 27 års ålder då det hus hon hyrt kollapsade av en flodvåg.

## Galleri

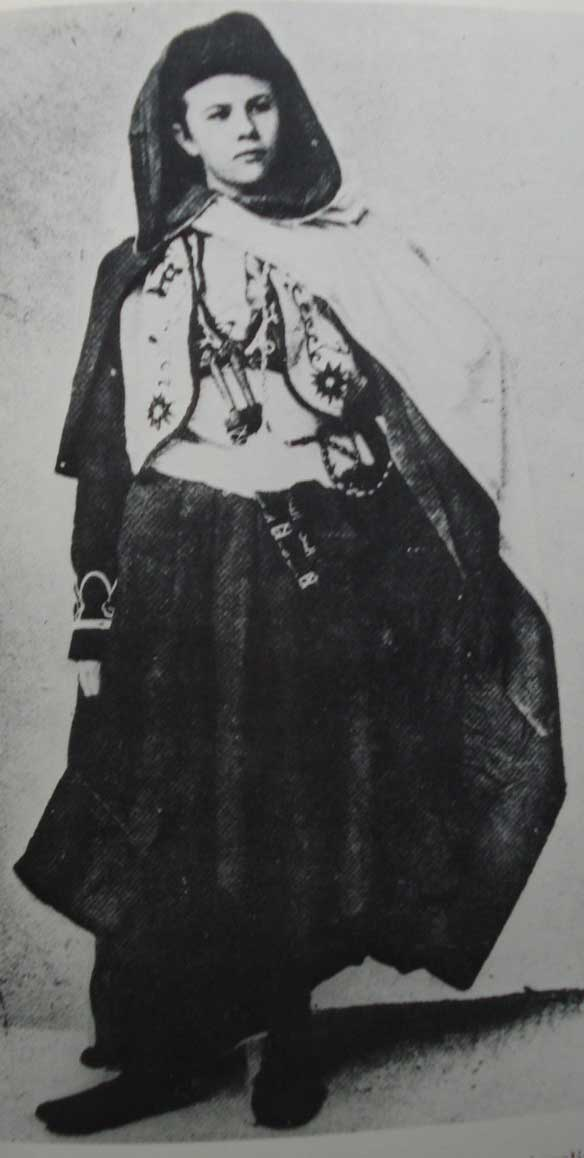
Isabelle Eberhardt, fotograferad av Louis David 1895

## Verk i svensk översättning
- Södra Oran. Översättning av Ulla Bruncrona. Originalets titel Sud-Oranais. Skarabé förlag 1990. ISBN 91-87984-02-4
- Berättelser från Maghreb. Översättning av Birgitta Dalgren. Originalets titel Ecrits sur le sable, tome 2, Nouvelles et roman. Skarabé förlag 1993. ISBN 91-87984-105